# Renée Soutendijk
Renette Pauline (Renée) Soutendijk (Den Haag, 21 mei 1957) is een Nederlands actrice.

## Opleiding en carrière
Soutendijk ambieerde gymnastiek op olympisch niveau te gaan doen, maar op aanraden van een dansleraar ging ze naar de Academie voor Podiumvorming. Hierna speelde zij in theaterproducties, onder andere bij de Theaterunie. Ook speelde ze in het stuk De grote liefde van regisseur Ger Thijs. Soutendijk debuteerde op televisie in de serie Dagboek van een herdershond en speelde sindsdien in een groot aantal Nederlandse, Duitse en Amerikaanse films, televisiefilms en -series.
Zij was een favoriete actrice van regisseur Paul Verhoeven en is het meest bekend geworden door haar rollen in diens filmhits Spetters (1980) en De vierde man (1983). Met haar knappe verschijning en blonde haar was Soutendijk in de jaren tachtig verzekerd van haar status als sekssymbool.  Ook had zij onder meer steunende bijrollen in de Amerikaanse sciencefictionfilm Eve of Destruction (1991) van Duncan Gibbins en in de speelfilm A Perfect Man (2013) van Kees van Oostrum.
Soutendijk is getrouwd met regisseur Thed Lenssen. Zij hebben twee kinderen, onder wie Caro, die eveneens actrice is en samen met haar moeder in Meiden van De Wit speelde. In de zomer van 2022 was Soutendijk te zien in het RTL 4-programma Het perfecte plaatje in Argentinië.
Soutendijk ontving twee keer een Gouden Kalf. In 1985 voor Beste Actrice in De ijssalon en haar hele oeuvre, en in 2023 voor Beste Hoofdrol in Sweet Dreams. 